# Khazneh
La Khazneh (de l'arabe الخزنة Khazne al-Firaun, « trésor du Pharaon ») ou Khasné, est l'un des monuments les plus connus de la cité antique de Pétra en Jordanie. Ce bâtiment est un tombeau nabatéen de type hypogée, dont l'imposante façade est taillée dans le grès. C'est un haut lieu touristique dans la ville et sa région.

## Historique et description
L'édifice dont le style est influencé par l'art architectural d'Alexandrie, que l'on retrouve sur les murs des villas de Pompéi, aurait été érigé vers le Ier siècle av. J.-C., et serait le tombeau d'un roi ou d'une reine, probablement le roi Arétas IV (mort en 40).
Elle s'appelle « le trésor du Pharaon » car pendant longtemps les Bédouins qui ont vécu dans le secteur ont cru que l'urne funéraire située en haut de la tholos contenait un important trésor. Des impacts de balles sont encore visibles sur l'urne massive de 3,5 mètres de hauteur, montrant les tentatives de la percer afin de s'emparer du trésor. Comme l'urne non creuse et toute la façade l'entourant sont taillées complètement dans le grès rose ferrugineux, ces tentatives sont restées stériles.

### Partie inférieure
La sculpture couronnant ce fronton représente un disque solaire entouré de deux cornes et d’épis de blé. Les panneaux des entrecolonnements situés à chaque extrémité sont décorés de reliefs représentant deux personnages à pied conduisant un cheval, que les spécialistes ont identifié aux Dioscures (abîmés par l'érosion et les balles), les « jeunes garçons de Zeus » chargés dans la mythologie grecque de conduire l’âme des héros dans les Champs Élysées.
Des acrotères en forme de sépale (« a coppo »), enrichis de palmettes, surmontent l'architrave de la porte principale et, à ses deux extrémités, le fronton. À mi-niveau, la frise est ornée de motifs végétaux en rinceaux.

### Partie supérieure
Le registre supérieur comporte au centre une tholos entourée sur trois côtés par des panneaux formant un péristyle. Les portiques qui encadrent cette rotonde sont des pavillons distyles eux aussi ornés de reliefs. Les panneaux latéraux représentent des Amazones brandissant une hache au-dessus de leur tête (symbole du combat contre la mort) tandis que les panneaux d’entrecolonnement en renfoncement sont décorés de Victoires ailées.
Le demi-fronton supérieur se termine aux angles de façade par des aigles en acrotère, abîmés par l'érosion. La frise est rythmée par des festons tendus entre des masques de silènes. La figure sculptée sur un piédestal du panneau central de la tholos est une représentation syncrétique assimilée à la déesse égyptienne Isis associée à la divinité grecque Tyché (ou à la divinité nabatéenne Al-‘Uzzá). Cette divinité tient dans une main une corne d'abondance et dans l’autre une patère, attributs traditionnels d’Isis-Tyché, déesse de la Fortune mais la sculpture est abîmée, martelée aussi par les iconoclastes. Les attributs de cette déesse syncrétique figurent d’ailleurs sur le fronton du registre inférieur.

### L'intérieur
La présence du vestibule en arrière de la façade, rare à Pétra, apparaît comme un élément très commun dans les hypogées alexandrins. Ce vestibule s’ouvre sur trois salles. La grande salle centrale, de 11 m de profondeur sur 28 m de large pour une hauteur de 10 m , est sommaire mais était peut-être initialement ornée d’un décor stuqué fixé aux parois. Les trois chambres auxquelles on accède à partir de la grande salle sont également vides, aux parois nues mais ont des portes surmontées d'œils-de-bœuf qui en assurent l'éclairage.
Contrairement à d'autres façades sculptées de Pétra, ces pièces n'ont pas de loculi abritant des tombeaux, ce qui suggère que la destination initiale de cet édifice était un mausolée commémoratif en l’honneur d’un roi divinisé, à moins que l’alcôve du fond ait contenu peut-être initialement un sarcophage, pillé et détruit ou que les trois chambres servaient de chapelles mortuaires.
Les petites encoches régulièrement espacées de chaque côté de la façade évoquent la marque d'échafaudages, mais elles n'ont été taillées qu'une fois le monument réalisé, si bien qu'elles n'auraient pas servi aux constructeurs mais à des pilleurs ayant escaladé la paroi pour récupérer de l'or ou le riche mobilier funéraire, ou à des fanatiques pour détériorer des sculptures. L'accès au « trésor » se fait, après une demi-heure de marche, à travers un long corridor rocheux appelé le Sîq. La splendeur de l'édifice se révèle à la lumière du matin, entre neuf et onze heures selon les saisons. On peut aussi avoir une très bonne vue du Khazneh depuis le sommet du djebel Khubtha.

## Construction
Une hypothèse séduisante concernant la construction du monument est l'utilisation d'échafaudage mais le bois est une ressource rare dans cette région désertique. L'hypothèse la plus suivie est que les architectes et les ouvriers ont creusé le monument à partir de tunnels horizontaux élevés du toit vers le plancher, pendant près de cinq ans.

## Protection
Ce monument est protégé car, depuis le 6 décembre 1985, le site de Pétra est inscrit sur la liste du Patrimoine mondial de l'Organisation des Nations unies pour l'éducation, la science et la culture (UNESCO).

## Galerie

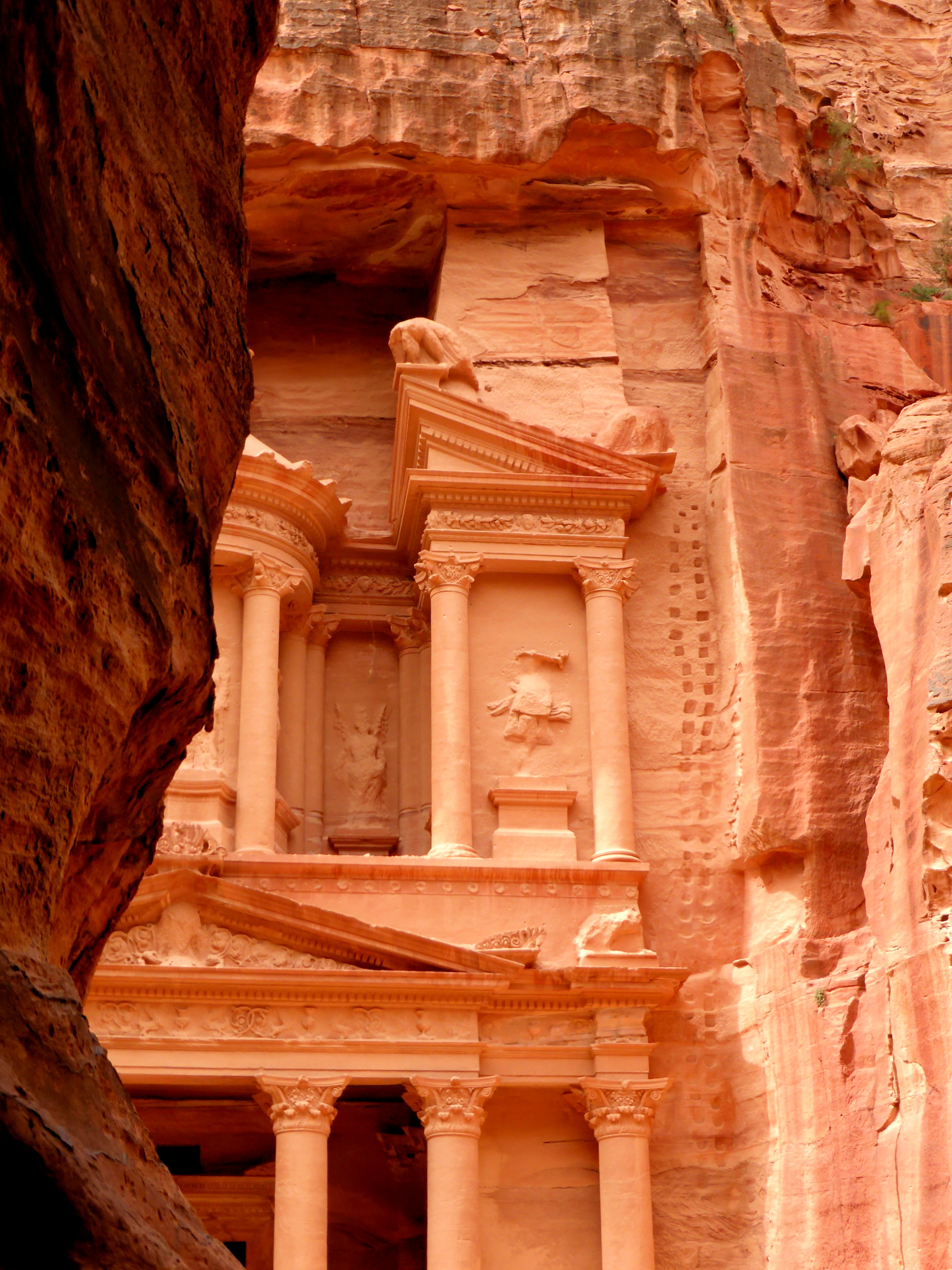
La Khazneh vue depuis le Sîq.
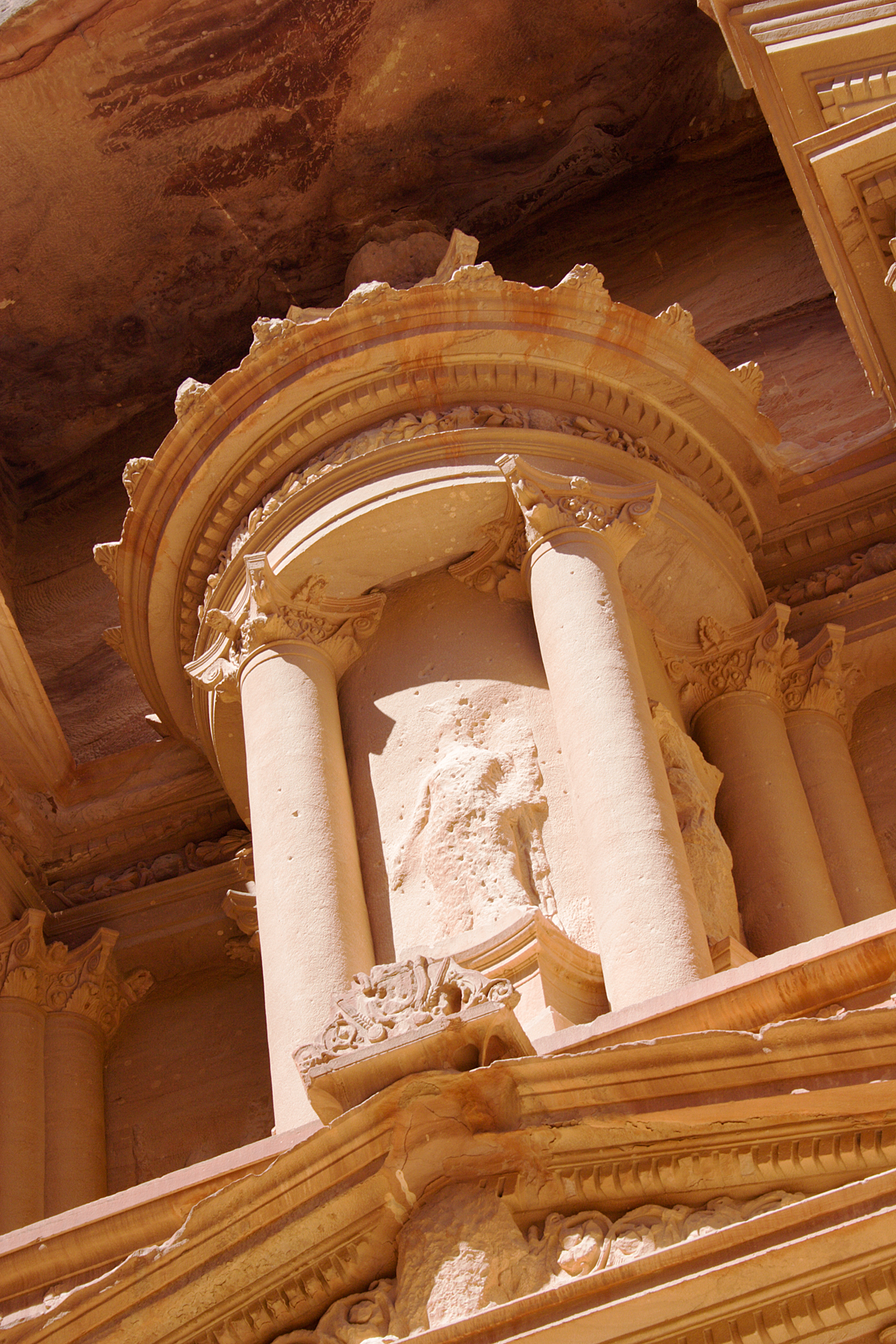
Gros plan sur l'urne de la Khazneh.
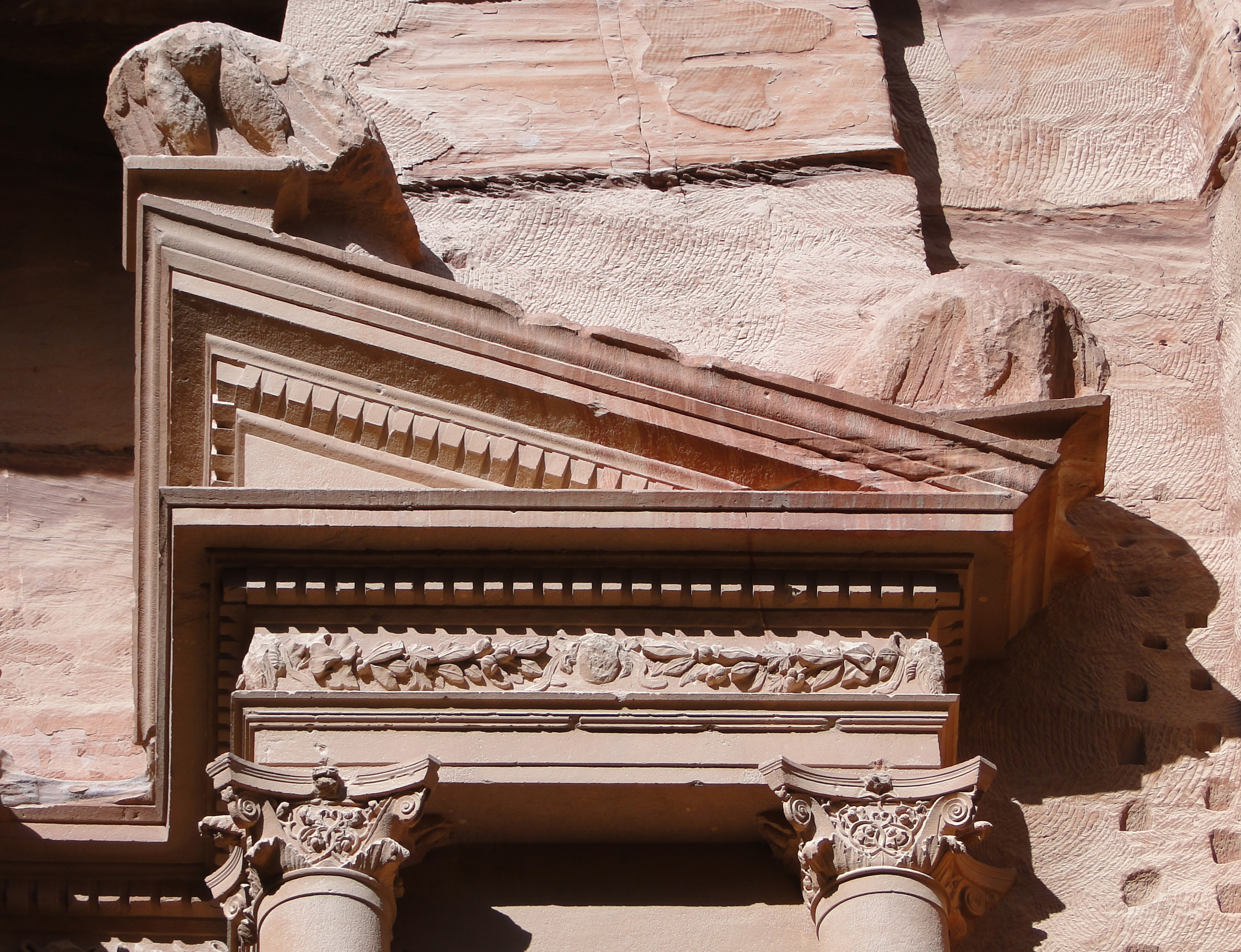
Détail de la façade de la Khazneh.
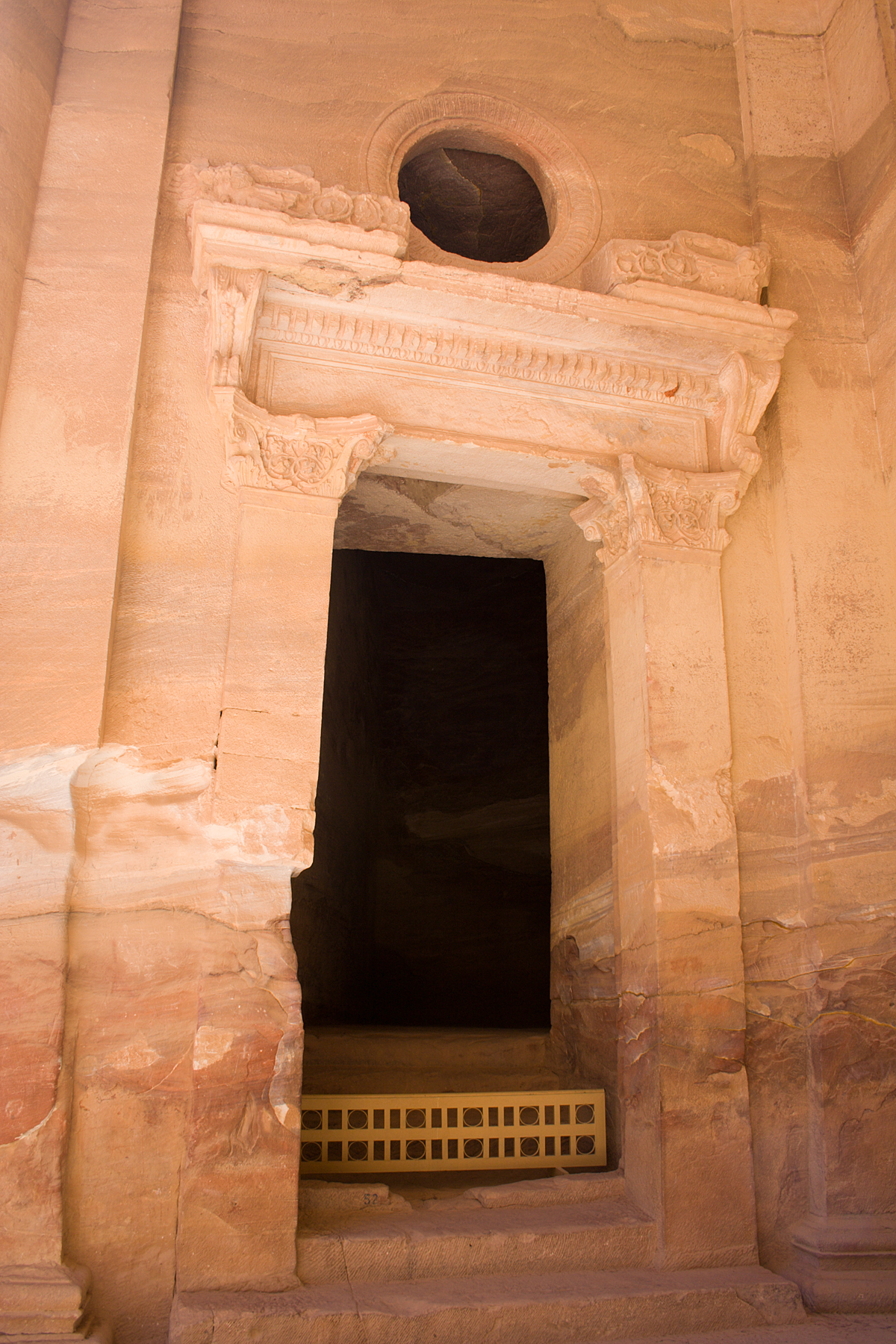
Une des deux antichambres du monument.
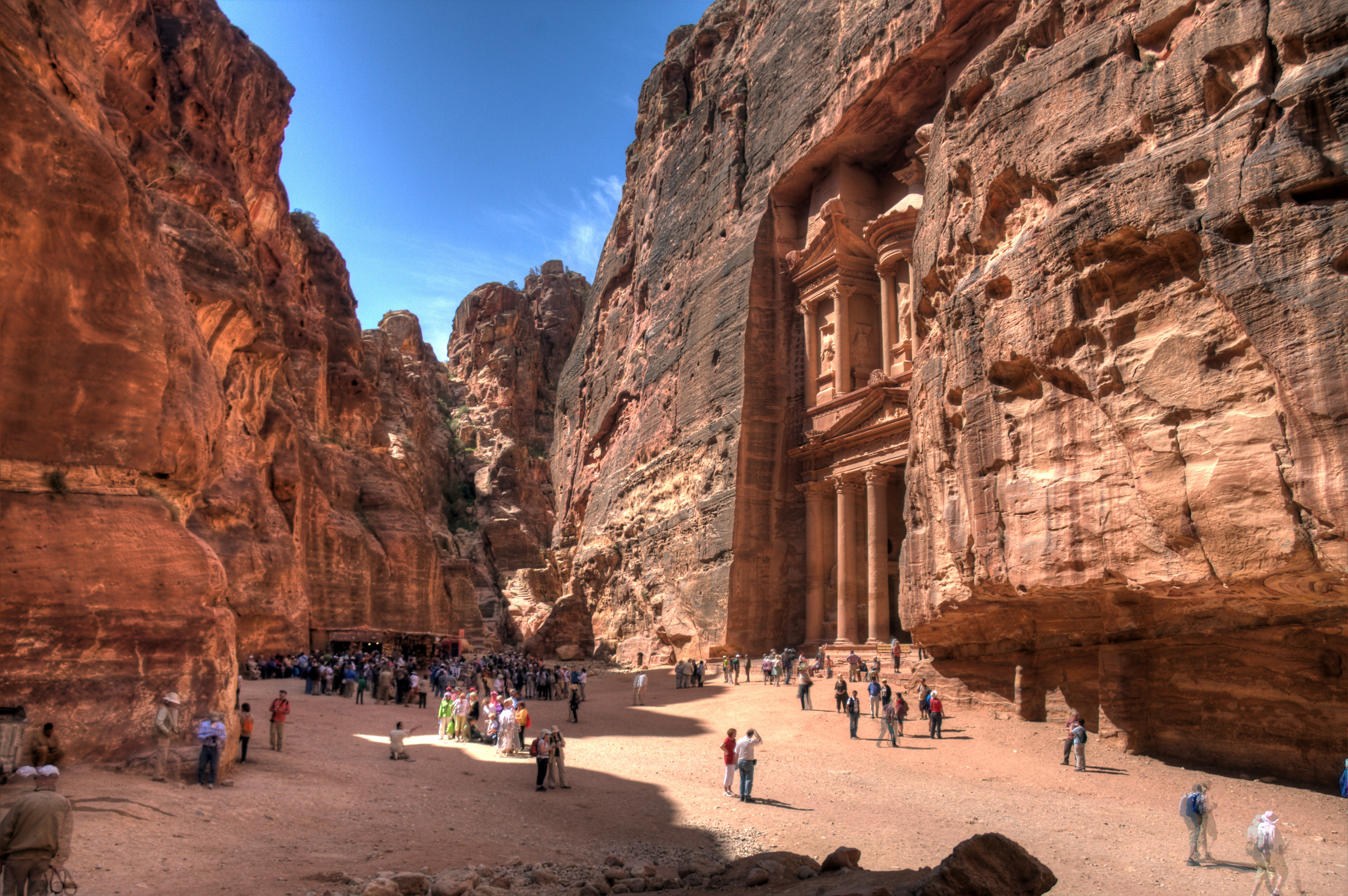
La Khazneh vue depuis le côté.
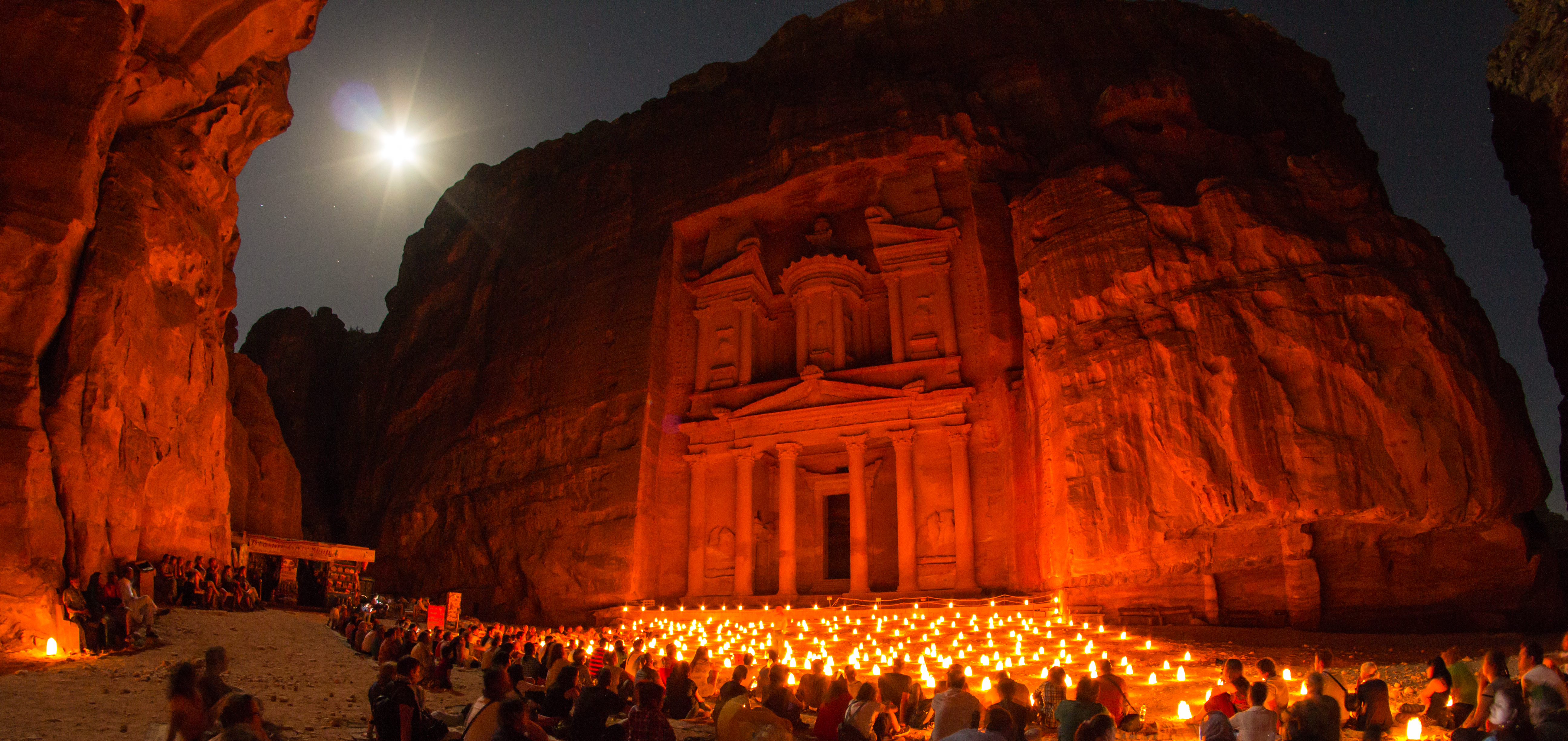
La Khazneh la nuit.

## Postérité

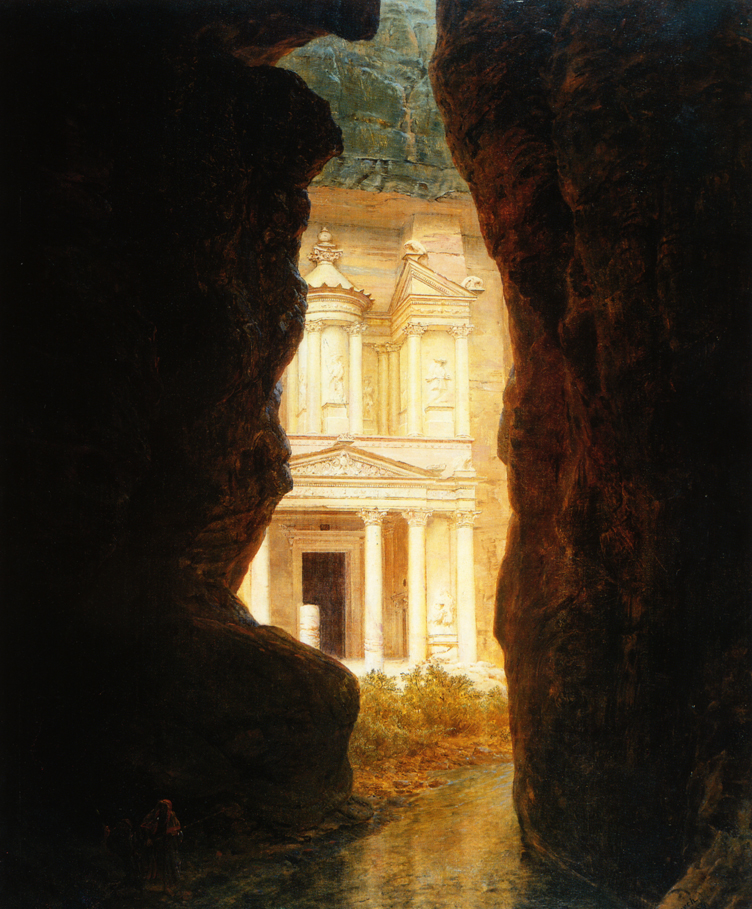
El Khasne (1874) du peintre Frederic Edwin Church.

La façade apparaît dans l'album Coke en stock des Aventures de Tintin. Elle a été utilisée dans Les Mystérieuses Cités d'or (épisode 25 de la saison 3). Elle a été filmée dans les films Indiana Jones et la Dernière Croisade en 1989 et Transformers 2 : La Revanche ainsi que dans la série sud-coréenne Misaeng (dernier épisode de la saison 1).